# Gabriella di Vergy
Gabriella di Vergy ist eine Opera seria von Gaetano Donizetti, die in zwei verschiedenen Fassungen aus den Jahren 1826 und 1838 überliefert ist, welche beide zu Lebzeiten des Komponisten nie aufgeführt wurden. Die Version von 1838 erlebte ihre Weltpremiere erst am 9. November 1978 in einer konzertanten Aufführung beim Belfast Festival.
Eine dritte Fassung, die zwar viel Material von Donizetti verwendet, aber in der überlieferten Form mit ziemlicher Sicherheit nicht von ihm selber stammt, erlebte ihre Uraufführung unter dem Titel Gabriella am 29. November 1869 im Teatro San Carlo in Neapel.
Die Oper sollte nicht verwechselt werden mit Donizettis im 19. Jahrhundert sehr erfolgreicher Gemma di Vergy (1834).

## Handlung
Gabriella wird von ihrem Vater dazu gezwungen, den Grafen Fayel von Vergy zu heiraten. Da sie glaubt, ihre wahre Liebe Raoul sei tot, willigt sie ein. Zu spät erfährt sie, dass Raoul noch am Leben ist.
Raoul kommt im Gefolge des Königs an den Hof Vergys und bezichtigt Gabriella der Untreue. Da Raoul dem König das Leben gerettet hat, bittet der König Fayel, dass dieser seine Schwester Almeide Raoul als Belohnung zur Frau gibt.
Gabriella fleht Raoul an, sie zu lassen und Almeide zu lieben. Als sie ihm gestanden hat, sie liebe ihn immer noch, erscheinen Almeide, Fayel und der König. Fayel beschuldigt Gabriella, ihn betrogen zu haben und fordert Raouls Tod. Der König bestimmt, ein Duell zwischen Fayel und Raoul möge den Entscheid herbeiführen.
Der Sieger Fayel lässt Raoul das Herz aus der Brust schneiden und bringt es Gabriella zu deren Entsetzen in einer Urne ins Gefängnis. Obwohl bedrängt von seinen Höflingen, weigert sich Fayel, ihr zu vergeben. Entseelt fällt sie zu Boden.

## Orchester
Die Orchesterbesetzung der Fassung von 1838 enthält die folgenden Instrumente:
- Holzbläser: zwei Flöten (2. auch Piccolo), zwei Oboen, zwei Klarinetten, zwei Fagotte
- Blechbläser: vier Hörner, zwei Trompeten, drei Posaunen, Tuba
- Pauken, Schlagzeug: große Trommel, kleine Trommel, Becken, Triangel
- Orgel
- Harfe
- Streicher
- Bühnenmusik: Banda (ohne nähere Angaben)

## Werkgeschichte

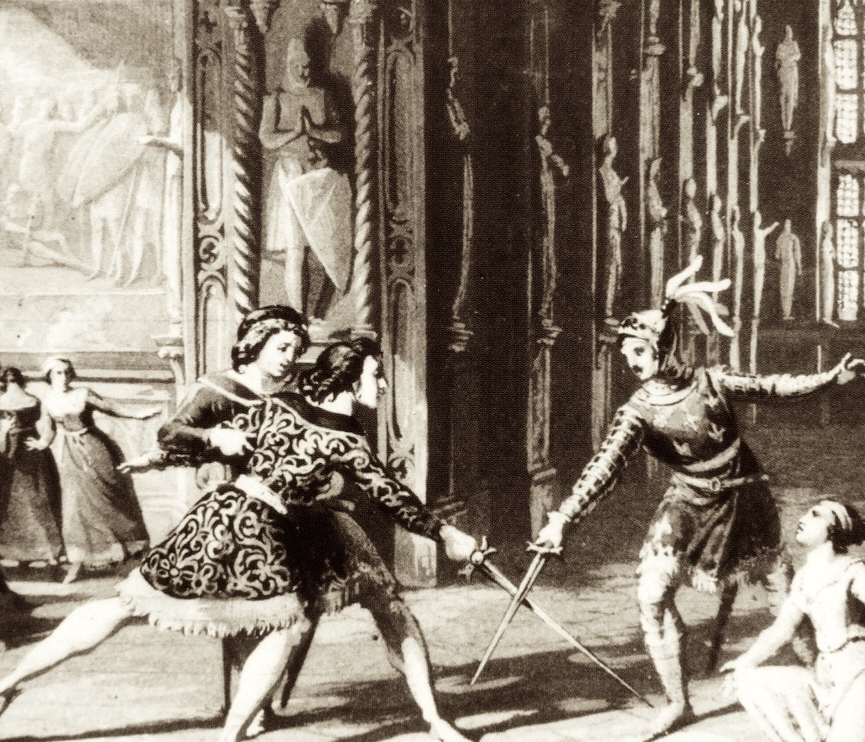
Duell zwischen Fayel und Raoul
aus Gaetano Gioias Ballett Gabriella di Vergy, Mailand 1826

Die Handlung basiert auf der Tragödie Gabrielle de Vergy von Pierre de Belloy und wurde vor Donizetti bereits durch Michele Carafa über ein Libretto von Andrea Leone Tottola vertont. Carafas am 3. Juli 1816 in Neapel mit Isabella Colbran in der Titelrolle uraufgeführte Gabriella di Vergi galt und gilt als dessen erfolgreichste Oper und als ein für die Entwicklung der romantischen italienischen Oper bedeutendes Meisterwerk, das auch Donizetti bekannt war.

Auch Saverio Mercadante komponierte – zwei Jahre nach Donizettis erster Vertonung – eine eigene Version von Gabriella di Vergy, die am 8. August 1828 im Teatro de São Carlos in Lissabon mit Joséphine de Méric als Gabriella und Gian-Orazio Cartagenova als Fayel uraufgeführt wurde, und bis in die 1840er Jahre auch in Italien einigen Erfolg hatte.

Der Choreograf Gaetano Gioia schuf ein Ballett namens Gabriella di Vergy (ca. 1821), für das er Musik von Rossini und Meyerbeer verwendete, und in dem die Titelrolle ursprünglich von Antonia Pallerini dargeboten wurde.

### Fassung 1826
Donizettis erste Gabriella über Tottolas Libretto besteht aus zwei Akten und entstand ungewöhnlicherweise „nur zum Vergnügen“ des Komponisten im Frühling 1826 in Neapel. Von dieser Version ist ein Autograph erhalten, das im Museo Donizettiano in Bergamo aufbewahrt wird. Die Musik entspricht Donizettis spätklassischem Frühstil und ist noch deutlich von seinem Lehrer Giovanni Simone Mayr und im relativ floralen Gesangsstil durch Rossini beeinflusst. Wie in den 1820er Jahren noch häufig üblich, besetzte er die Rolle des Liebhabers Raoul als Hosenrolle mit einem Mezzosopran, den Bösewicht Fayel dagegen mit einem Tenor. Diese Partitur wurde nie aufgeführt, aber Donizetti verwendete einige Teile davon in späteren Werken, insbesondere in Anna Bolena (1830), Il Paria (1829) und L'Esule di Roma (1828) und in seiner zweiten Fassung der Gabriella di Vergy von 1838.
Einige Ausschnitte der 1826er Version wurden 1980 von Opera Rara veröffentlicht, mit Della Jones als Raoul und Eidwenn Harrhy als Gabriella.

### Fassung 1838
Die zweite Fassung der Oper von 1838 wurde in den 1970er Jahren von Don White und Patric Schmid von Opera Rara in der Sterling Library der Londoner Universität entdeckt. Es handelt sich um eine ganz andere, beinahe völlig neue Version, die offenbar wegen massiver Probleme mit der Zensur wegen Donizettis Poliuto für das San Carlo in Neapel entstand; die Entstehungsgeschichte ist jedoch nur teilweise rekonstruierbar.
Das ursprüngliche Libretto Tottolas war 1838 wahrscheinlich von Salvatore Cammarano ergänzt und auf drei Akte erweitert worden. Donizetti komponierte diese Fassung für ein Ensemble mit einer ganz anderen Stimmverteilung als 1826; für die Hauptrollen waren (wie in Poliuto) offenbar seine Lieblingssängerin Giuseppina Ronzi de Begnis (Gabriella), der französische Tenor Adolphe Nourrit (Raoul) und der Bariton Paolo Barroilhet (Fayel) vorgesehen. Da sich außerdem sein Stil und der Publikumsgeschmack mittlerweile deutlich verändert hatten, komponierte Donizetti viele Teile neu und übernahm nur zwei Chöre im 1. Akt sowie ein Duett für Raoul und Fayel im 3. Akt von der früheren 1826er Fassung der Gabriella. Für andere Nummern verwendete er auch Material aus seiner kurz zuvor durchgefallenen (aber später doch noch erfolgreichen) Maria de Rudenz (1838) und aus seinen zu dieser Zeit in Neapel unbekannten Opern Ugo, conte di Parigi (1832), Rosmonda d’Inghilterra (1834) und Pia de’ Tolomei (1837).
Aber auch die neue Fassung wurde nicht aufgeführt, weil das San-Carlo-Theater der bereits bekannten Vertonung der Gabriella von Mercadante (siehe oben) den Vorzug gab – und vielleicht auch, weil Donizetti die Premiere seiner Neuvertonung nicht leiten konnte, da er bereits vorher nach Paris abgereist war.
Donizetti verwendete Teile der 1838er Fassung später für Adelia (1841), und da wider Erwarten inzwischen auch seine Maria de Rudenz einen gewissen Erfolg hatte, konnte er seine musikalisch geplünderte zweite Version von Gabriella di Vergy niemandem mehr anbieten und sie verschwand in der Versenkung.
Die Fassung von 1838 wurde konzertant am 9. November 1978 in Belfast aufgeführt. Einige fehlende kurze Teile wurden dabei aus Adelia und Maria de Rudenz ergänzt. Auf der Bühne wurde Gabriella di Vergy am 31. August 1985 von der Dorset Opera Company an der Sherborne School erstmals aufgeführt.

### Fassung 1869
Die posthume dritte Fassung entstand für Aufführungen im Jahr 1869 in Neapel als Pasticcio aus verschiedenen Werken Donizettis, darunter die beiden Fassungen von Donizettis Gabriella di Vergy von 1826 und 1838, und unter Verwendung von Ausschnitten aus den Kantaten Il Fausto Ritorno (1830) und Cristoforo Colombo (1838). Giovanni Puzone und Paolo Serrao, musikalische Direktoren des Teatro San Carlo, krempelten mit Hilfe eines unbekannten Librettisten auch das Originallibretto um. Die Partie des Raoul wurde in diesem Fall einem Bariton anvertraut, die Instrumentierung komplett umgeschrieben, bei einigen Passagen ist nicht klar, wer sie komponiert hat (vermutlich Puzone und/oder Serrao). Die Premiere war am 29. November 1869 unter dem Titel Gabriella. Die Hauptrollen sangen Marcellina Lotti della Santa (Gabriella), Carolina Certone (Almeide), Giuseppe Villani (Fayel), Gottardo Aldighieri (Raoul), Marco Arati (Filippo Augusto) und Michele Memmi (Armando). Die 1869er Gabriella wurde nach vernichtenden Kritiken nur vier Mal aufgeführt.

## Aufnahme
- Donizetti - Gabriella di Vergy (Version 1838; mit Ausschnitten der Version 1826), mit Ludmilla Andrews, Christian du Plessis, Maurice Arthur, Della Jones, Eidwenn Harrhy, u. a., Geoffrey Mitchell Chorus, Royal Philharmonic Orchestra, Dir.: Alun Francis (Opera Rara ORC 3, 1979/1993)